# Гельмут Прісс
Гельмут Прісс (нім. Helmuth Prieß; нар.6 березня 1896, Гільдесгайм, Провінція Ганновер — пом. 21 жовтня 1944, поблизу Гумбіннен (нині Гусєв), Східна Пруссія) — німецький воєначальник часів Третього Рейху, генерал від інфантерії (1944) Вермахту. Кавалер Лицарського хреста (1944). Учасник Першої та Другої світових воєн.

## Біографія
Гельмут Прісс народився 6 березня 1896 року у місті Гільдесгайм у прусській провінції Ганновер. 10 серпня 1914 року, після початку Першої світової війни, поступив на військову службу волонтером до 32-го піхотного (2-го Тюрінгського) полку Імперської армії Німеччини. Бився на Західному фронті. 2 червня 1915 отримав перше офіцерське звання лейтенант. Пізніше командував кулеметною ротою штурмового батальйону.
Військова кар'єра
- 10 серпня 1914 — волонтер
- 2 червня 1915 — лейтенант
- літо 1925 — оберлейтенант
- 1 листопада 1930 — гауптман
- 1935 — майор
- 1 серпня 1938 — оберстлейтенант
- 1 жовтня 1940 — оберст
- 1 січня 1943 — генерал-майор
- 1 липня 1943 — генерал-лейтенант
- 1 жовтня 1944 — генерал від інфантерії

Після війни залишився у лавах збройних сил Веймарської республіки. Командував ротами в піхотних полках у Ганновері та Оснабрюкі. У 1929—1930 роках — на штабних посадах у 2-й дивізії рейхсверу в Штеттіні. 1 листопада 1930 року присвоєне звання гауптман. З 1 квітня 1937 року Г.Пріесс начальник штабу 15-ї піхотної дивізії вермахту.
З початком Другої світової війни в діючої армії, під час Французької кампанії — оберквартирмейстер 1-ї польової армії генерал-полковника Е. фон Віцлебена.
З 15 березня 1942 року оберст Г.Прісс призначений командувати 671-м піхотним полком 371-ї піхотної дивізії, яка формувалась у Кельні в 6-му військовому окрузі під час 19-ї хвилі мобілізації Вермахту. Невдовзі 671-й полк був перекинутий до Бельгії, де в районі Беверло (Берінген) продовжилось формування дивізії. На укомплектування з'єднання надходив особовий склад підрозділів 306-ї, 321-ї, 711-ї, 716-ї та 719-ї дивізій, котрі перебували на той час у Північній Франції, Бельгії та Нідерландах.
На початку червня 1942 року полк Г. Прісса передислокували до Краматорська на південний фас німецько-радянського фронту, де 371-ша дивізія увійшла до складу IV-го армійського корпусу генерала від інфантерії В. фон Шведлера.
З липня 1942 року Г. Прісс на чолі свого полку брав активну участь у наступі на Ворошиловград, в операції «Фішрайер», наступі німецького Вермахту на Сталінград. Вів наступальні бої на Дону, за станиці Ніколаєвську й Владимировську. Німецькі підрозділи неодноразово атакували село Абганерове, що знаходилося на середньому обводі оборонного рубежу на підступах до Сталінграду, й стало ареною запеклих боїв. Бої за цей населений пункт тривали 17 днів — село кілька разів переходило з рук в руки. Потім підрозділи полку билися на південних підступах до Сталінграду, за Бекетівку, Стародубівку проти військ 62-ї та 64-ї радянських армій.
Буквально за тиждень до початку стратегічного контрнаступу радянських військ під Сталінградом, оберст Г. Прісс отримав призначення на посаду командира 121-ї піхотної дивізії, що вела бої на Волховському напрямку у складі 18-ї польової армії генерал-полковника Г. Ліндемана.
1 січня 1943 року Г. Пріессу присвоєне військове звання генерал-майор.
На початку 1943 року 121-ша дивізія перебувала на других позиціях в оборонній системі армії, а згодом вела оборонні та стримуючі бої в районі Смердині. З січня 1944 року з початком Ленінградсько-Новгородської стратегічної наступальної операції відступила в напрямку Луги.
1 лютого 1944 року підрозділи генерала Г.Пріесса взяли участь у німецькому контрнаступі на лузькому напрямку. Наступала з району Уторгош назустріч 12-й танковій дивізії генерал-лейтенанта Е.фон Боденгаузена і 285-ій дивізії охорони генерал-лейтенанта Г. Адольф-Ауффенберг-Комарова. В результаті 3 лютого 1944 року німецькі війська оточили радянські війська 7-го стрілецького корпусу (256-та стрілецька дивізія, частина сил 372-ї стрілецької дивізії) і 2-й партизанський полк 5-ї партизанської бригади, котрі прорвалися до шосе Луга — Псков. Надалі, до 17 лютого 1944 року дивізія активно вела бої, намагаючись знищити оточені війська Червоної армії, але марно. Після цього 121-ша піхотна дивізія відступила на рубіж річки Великої в район Острова.
7 березня 1944 року нагороджений Лицарським хрестом Залізного хреста.
До літа 1944 року 121-ша дивізія відступила на рубіж лінії «Пантера» на північний схід від Острова, де перейшла до позиційної оборони. 22—23 червня 1944 року в ході радянського наступу позиції, займані дивізією, були прорвані, дивізія відступила до району Пиляй. З цього району, за підтримки 502-го важкого танкового батальйону, перейшла в контратаку, веде бої за Зуєво. За ці бої дивізія була згадана у Вермахтберіхті.
18-24 липня 1944 року дивізія Г. Пріесса вела бої c 245-ю стрілецькою дивізією на плацдармі, захопленому радянськими військами на західному березі річки Велика в 25 кілометрах на північний схід від Деванісово. У другій половині липня 1944 року німецьке з'єднання з боями відступило в районі Питалово.
27 липня 1944 року генерал-лейтенант Г. Прісс отримав призначення командиром 27-го армійського корпусу, який зазнав нищівного розгрому від радянських військ у ході операції «Багратіон». Попередній командир корпусу генерал від інфантерії Пауль Фелькерс разом з командирами 78-ї штурмової генерал-лейтенантом Г. Траут та 260-ї піхотної дивізій генерал-майором Г. Кламмом були захоплені в полон.
21 жовтня 1944 року генерал від інфантерії Г. Прісс загинув у бою поблизу Гумбіннена (нині Гусєв) у Східній Пруссії.

## Нагороди[1]

### Перша світова війна
- Залізний хрест 2-го і 1-го класу
- Нагрудний знак «За поранення» в чорному

### Міжвоєнний період
- Почесний хрест ветерана війни з мечами (20 грудня 1934)
- Медаль «За вислугу років у Вермахті» 4-го, 3-го і 2-го класу (18 років) (2 жовтня 1936) — отримав всі 3 медалі одночасно

### Друга світова війна
- Медаль «За вислугу років у Вермахті» 1-го класу (25 років) (9 листопада 1939)
- Застібка до Залізного хреста 2-го класу (25 червня 1940)
- Хрест Воєнних заслуг 2-го класу з мечами
- Хрест Воєнних заслуг 1-го класу з мечами (20 квітня 1942)
- Застібка до Залізного хреста 1-го класу (19 липня 1942)
- Штурмовий піхотний знак в сріблі (9 листопада 1942)
- Німецький хрест в золоті (12 листопада 1942)
- Двічі відзначений у Вермахтберіхт (7 березня і 27 листопада 1944)
- Лицарський хрест Залізного хреста (7 березня 1944)